# أجاي سينغ (سياسي هندي)
أجاي سينغ (بالإنجليزية: Ajay Singh)‏ هو دبلوماسي وسياسي هندي، ولد في 15 أغسطس 1950.